# Memphis amenophis
Memphis amenophis är en fjärilsart som beskrevs av Felder 1866. Memphis amenophis ingår i släktet Memphis och familjen praktfjärilar. Inga underarter finns listade i Catalogue of Life.